# Клерамбо (роман)
«Клерамбо» (фр. Clérambault) (полное название: «Клерамбо: История свободомыслящего человека во время войны» (фр. Clérambault: histoire d’une conscience libre pendant la guerre)) — роман 1920 года, написанный лауреатом Нобелевской премии французским писателем Роменом Ролланом. В нем рассказывается о личном протесте отца против милитаризма Первой мировой войны после того, как его сын погиб в бою.